# Oscillateur Armstrong
Pour les articles homonymes, voir oscillateur.

Schéma d'un oscillateur Armstrong à transistors

L'oscillateur Armstrong (également connu sous le nom d'oscillateur de Meissner) est un circuit oscillateur électronique qui utilise une inductance et un condensateur pour générer une oscillation. Il s'agit du plus ancien circuit oscillateur, inventé par l'ingénieur américain Edwin Armstrong en 1912 et indépendamment par l'ingénieur autrichien Alexander Meissner en 1913, et utilisé dans les premiers émetteurs radio à tube à vide. Il est parfois appelé oscillateur tickler car sa caractéristique distinctive est que le signal de rétroaction nécessaire pour produire des oscillations est couplé magnétiquement avec l'inducteur du réservoir L1 dans le circuit d'entrée par une "bobine tickler" (L2, à droite) dans le circuit de sortie.

## Fonctionnement
En supposant que le couplage est faible mais suffisant pour entretenir l'oscillation, la fréquence d'oscillation f est déterminée principalement par le circuit LC (circuit réservoir L1 et C dans la figure de droite) et est approximativement donnée par :
{\displaystyle f={\frac {1}{2\pi {\sqrt {LC}}}}\,}
Ce circuit a été largement utilisé dans les circuits à réaction de radio, populaire jusque dans les années 1940. Dans cette application, le signal radiofréquence d'entrée provenant de l'antenne est couplé magnétiquement dans le circuit LC par un enroulement supplémentaire, et la rétroaction est réduite par une commande de gain réglable dans la boucle de rétroaction, de sorte que le circuit est juste à la limite de l'oscillation.
Le résultat est un filtre et un amplificateur radiofréquence à bande étroite. La caractéristique non linéaire du transistor ou du tube démodule également le signal RF pour produire le signal audio. Le schéma de circuit présenté est une mise en œuvre moderne, utilisant un transistor à effet de champ comme élément d'amplification. La conception originale d'Armstrong utilisait un tube à vide triode. 

## Oscillateur Meissner

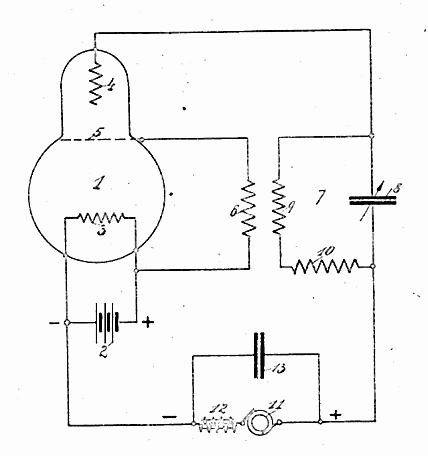
Schéma d'un oscillateur Meissner, version originale à tube à vide

Dans la variante Meissner, le circuit résonnant LC est échangé avec la bobine de rétroaction, c'est-à-dire situé dans le chemin de sortie (plaque du tube à vide, drain du transistor à effet de champ ou collecteur du transistor bipolaire) de l'amplificateur (par exemple, Grebennikov, Fig. 2.8). De nombreuses publications, cependant, embrassent les deux variantes avec l'un ou l'autre nom. Les anglophones l'appellent l'"oscillateur Armstrong", tandis que les germanophones l'appellent l'"oscillateur Meißner". 